# Día de la Virgen de Guadalupe

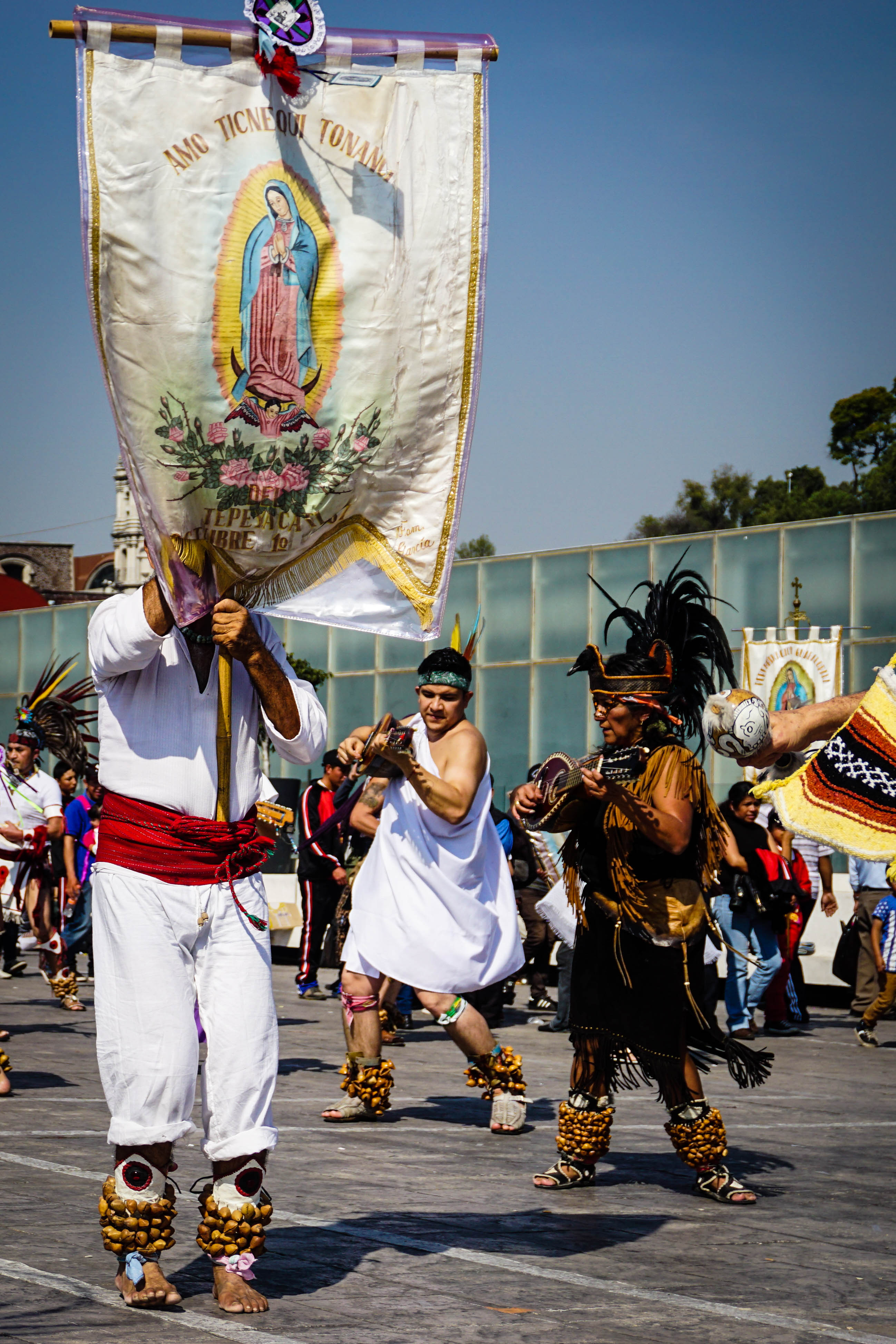
Danzantes celebrando el día de la Virgen de Guadalupe.

En México, Estados Unidos, América, Filipinas y en muchos otros lugares del mundo, el 12 de diciembre de todos los años se celebra el día de la Virgen de Guadalupe, en honor de la imagen que tiene la tradición católica más importante y con mayor culto en México.
Se atribuye en esa fecha su aparición a San Juan Diego en el cerro del Tepeyac el 12 de diciembre de 1531, sitio que es visitado en su recinto de la Basílica de Nuestra Señora de Guadalupe en la Ciudad de México y en los templos e iglesias dedicadas a su culto a lo largo del país por millones de peregrinos y fieles. Representa una de las celebraciones religiosas tradicionales más significantes del calendario litúrgico de la región.
Se tiene por costumbre que tales peregrinaciones no sólo incluyan fieles y organizadores, sino danzantes diversos (la Danza de Matachines y los concheros), quienes lideran las procesiones hasta llegar a la Basílica.
Dentro de la tradición mexicana está que los niños y niñas que nacen en este día se le pone por nombre Guadalupe, en honor a la Virgen.
En España, se celebra la Fiesta de la Hispanidad (que coincide con la Fiesta Nacional de España y con la Fiesta del Pilar) el 12 de octubre, con grandes actos en Guadalupe (Cáceres, Extremadura) en honor a la Virgen de Guadalupe, ya que ostenta el título de Reina de la Hispanidad desde 1928 (año de su coronación canónica por el primado de España y del rey Alfonso XIII), al ser la advocación mariana primigenia que extendería su devoción en América. También, el 8 de septiembre al ser la Patrona de Extremadura (España). Aunque el 6 se septiembre es el Día de la Guadalupe extremeña  (raíz devocional de todas las Guadalupes).
En 1931 se conmemoraron cuatrocientos años de la patrona de México, para lo cual una inmensa cantidad de personas acudieron a las ceremonias y festejos. Incluso militares estuvieron presentes, lo que causó un gran escándalo e indignación, debido a que la Guerra Cristera se encontraba fresca.